# Tóth Milán
Tóth Milán László (Ózd, Magyarország, 2002. február 6.– ) korosztályos magyar válogatott labdarúgó, a másodosztályú Vasas játékosa.

## Pályafutása

### Klubcsapatokban
2018-ban került a szombathelyi Illés Béla Labdarúgó Akadémiára. A Haladás felnőttcsapatában 2019. november 6-án mutatkozott be, a Vác ellen. Az NB II-es bajnokin csereként lépett pályára a 84. percben. Első gólját 2021. február 28-án szerezte, a Kaposvári Rákóczi ellen. A 2021–22-es szezon végén a Vas megyei csapat házi gólkirálya lett, a 34 meccsen elért 11 találattal. Az idény után az osztrák Sturm Graz csapata kivásárolta a 2023. június 30-ig érvényes szerződéséből. Tóth az osztrák másodosztályba frissen feljutó tartalék csapathoz került. Július 22-én gólpasszal mutatkozott be az SV Horn ellen 2–1-re elvesztett bajnoki találkozón. A következő fordulóban megszerezte első gólját az SV Lafnitz  elleni 2–0-ra megnyert mérkőzésen. Augusztus 7-én a Rapid Wien tartalék csapata ellen büntetőből volt eredményes. Öt nappal később az SKN St. Pölten ellen mesterhármast szerzett. A 16., a 74. és a 82. percben volt eredményes, ennek köszönhetően négy fordulót követően öt góllal vezette a góllövőlistát. Szeptember 9-én az Admira Wacker Mödling ellen 2–1-re megnyert találkozón csapata első gólját szerezte. 2023 nyarán visszatért Magyarországra, és az NB II-ben szereplő Vasas játékosa lett.

### A válogatottban
2016-ban két alkalommal játszott a magyar U16-os válogatottban.
2021-ben meghívót kapott a magyar U19-es válogatottba egy Szlovákia elleni felkészülési mérkőzésre, ahol a 60. percben, csereként lépett pályára.
2022. szeptemberében először kapott meghívót az U21-es válogatottba, Gera Zoltán szövetségi edzőtől. Első mérkőzését 2022. szeptember 23-án, Bulgária ellen játszotta.

## Statisztika

### Klubcsapatokban
2025. május 25-i állapot szerint.
| Klub           | Szezon         | Bajnokság      | Bajnokság | Bajnokság | Kupa  | Kupa  | Nemzetközi | Nemzetközi | Egyéb | Egyéb | Összesen | Összesen |
| Klub           | Szezon         | Liga           | Mérk.     | Gólok     | Mérk. | Gólok | Mérk.      | Gólok      | Mérk. | Gólok | Mérk.    | Gólok    |
| -------------- | -------------- | -------------- | --------- | --------- | ----- | ----- | ---------- | ---------- | ----- | ----- | -------- | -------- |
| Haladás        | 2019–20        | NB II          | 2         | 0         | —     | —     | —          | —          | —     | —     | 2        | 0        |
| Haladás        | 2020–21        | NB II          | 19        | 2         | 3     | 0     | —          | —          | —     | —     | 22       | 2        |
| Haladás        | 2021–22        | NB II          | 34        | 11        | —     | —     | —          | —          | —     | —     | 34       | 11       |
| Haladás        | Összesen       | Összesen       | 55        | 13        | 3     | 0     | —          | —          | —     | —     | 58       | 13       |
| Sturm Graz II  | 2022–23        | 2. Liga        | 26        | 13        | —     | —     | —          | —          | —     | —     | 26       | 13       |
| Sturm Graz II  | 2023–24        | 2. Liga        | 1         | 0         | —     | —     | —          | —          | —     | —     | 1        | 0        |
| Sturm Graz II  | Összesen       | Összesen       | 27        | 13        | —     | —     | —          | —          | —     | —     | 27       | 13       |
| Vasas          | 2023–24        | NB II          | 30        | 18        | 2     | 1     | —          | —          | —     | —     | 32       | 19       |
| Vasas          | 2024–25        | NB II          | 27        | 14        | 1     | 0     | —          | —          | —     | —     | 28       | 14       |
| Vasas          | Összesen       | Összesen       | 57        | 32        | 3     | 1     | —          | —          | —     | —     | 60       | 33       |
| Teljes karrier | Teljes karrier | Teljes karrier | 139       | 58        | 6     | 1     | —          | —          | —     | —     | 145      | 59       |

1. ↑  Magában foglalja a magyar kupában való pályára lépéseit.